# Mads Lang
Mads Lang , född i Hardsyssel och död 16 april 1557 i Århus där han var biskop från 1537 och till sin död.
Enligt en gammal berättelse var han en av Nordjyllands reformatorer. Hans första kända arbete var som rektor i Slagelse. Kanske hade Hans Tausen efter sin hemkomst från Wittenberg utövat inflytande på honom och senare, innan han reste från Viborg 1529, vigde honom till präst. Då rikshovmästare Mogens Gøye, en av reformationens ivriga förkämpar, hade kommit i besittning av Gråbrödranas Kloster och kyrka i Randers, varifrån munkarna drivits bort, kallade honom på våren 1530 Mads Lang till präst i denna kyrka. I en stridsskrift skrev lektor Poul Helgesen, att Randers By 1530 «lod sig forføre og forvandle fra den menige Kristendoms Tro og Lærdom af tvende ulærde Mænd og forsorne Skalke», en gråmunk, Broder Niels, och «en selvgjort Præst». I Randers verkade Mads Lang nu för reformationens utbredning, tills han 1537 kallades till evangelisk superintendent i Århus stift. En tid hade han dock med säkerhet tillbringat utomlands för teologiska studier, då han senare titulerades som magister, och man har en rätt märklig skrivelse från honom till Kristian III syftande till att främmande skrifter i fråga om religiositet och sedlighet fanns i hans stift och skrivet på oläslig tyska. Som biskop verkade han i 20 år, ibland under svåra förhållanden, intill sin död den 1 april 1557. Att han har var betraktad som en man med litterär egenskaper, framgår av att kansler Johan Friis uppdrog åt honom att översätta Platinas skrift om de romerska påvarnas liv i dansk dikt, ett arbete han inte kunde slutföra, men som senare fullbodades av Anders Sørensen Vedel.